# Я, Богдан (роман)
«Я, Богдан» — історико-психологічний роман українського письменника Павла Загребельного. Вперше надрукований у видавництві «Радянський письменник» (1983).
У романі «Я, Богдан» зображено драматичні події національно-визвольної війни українського народу проти польської шляхти (1648—1654).
Епічна масштабність, широта, виразно-полемічний стиль роздумів центральної постаті — гетьмана Богдана Хмельницького — роблять роман цікавим, динамічним, сповненим непередбачених злетів, оман, суперечностей, через які доля веде головного героя.
Твір написано від імені самого Богдана Хмельницького, який оглядає свій життєвий шлях до і після смерті — «у славі».